# Miloš Obrenović
Miloš Obrenović (srbsko Милош Обреновић), srbski knez, * 18. marec 1780, Gornja Dobrinja, Srbija, † 26. september 1860, Beograd. 
Bil je srbski knez v letih od 1817 in 1839, in ponovno od 1858 do 1860.
Sodeloval je v prvi srbski vstaji do njenega konca leta 1813. Bil je eden od redkih voditeljev upora, ki so ostali v Srbiji, da so se spopadli s Turki v njihovem maščevalnem povratku. Aprila leta 1815 je spodbudil drugo srbsko vstajo, leta 1817 pa je dal umoriti svojega tekmeca, Karađorđa, voditelja prve srbske vstaje in je postal absolutni srbski voditelj.
V času svojega vladanja je postal najbogatejši prebivalec Srbije in eden od največjih bogatašev na Balkanu.